# Campionato kosovaro di pallavolo femminile
Il campionato kosovaro di pallavolo femminile è un insieme di tornei pallavolistici per squadre di club kosovare, istituiti dalla FVK.

## Struttura
- Campionati nazionali:

Superliga A: a girone unico, partecipano sei squadre.
Superliga B: a girone unico, partecipano otto squadre.
Liga e Parë: a due gironi, partecipano quindici squadre.